# Латгали
Латгали или Латгалијани (латгал. latgalīši, latgali) је израз који се односи на становнике Латгале, региона у источној Летонији. Сматрају се етничким Летонцима и потомцима древног балтичког племена Латигалијани. 
Говоре посебним латгалским језиком, ког Летонци називају и источнолетонски. Осим језика, са Летонцима се разликују и у вероисповести. Док је већина Летонаца традиционално лутеријанска, Латгали су римокатолици.